# Erysimum drenowskii
Erysimum drenowskii là một loài thực vật có hoa trong họ Cải. Loài này được Degen mô tả khoa học đầu tiên năm 1934.